# Sitio de Segesta (397 a. C.)
El sitio de Segesta tuvo lugar en el verano de 398 a. C. o en la primavera de 397 a. C. Dionisio el Viejo, tirano de Siracusa, después de conseguir la paz con Cartago en 405 a. C., había ido aumentando constantemente su poder militar y había consolidado su control sobre Siracusa. Él había fortificado Siracusa contra los asedios y había creado un gran ejército de mercenarios y una gran flota, además de emplear la catapulta y el quinquerreme por primera vez en la historia. En 398 a. C. atacó y saqueó la ciudad fenicia de Motia a pesar de los esfuerzos de ayuda cartaginés dirigidos por Himilcón II de Cartago. Mientras Motia estaba sitiada, Dionisio sitió y asaltó Segesta sin éxito. Tras el saqueo de Motia, Segesta volvió a estar bajo asedio por las fuerzas griegas, pero se las arregló para causar daños en el campamento griego en un intrépido asalto nocturno. Cuando Himilcón de Cartago llegó a Sicilia con el ejército cartaginés en la primavera de 397 a. C., Dionisio se retiró a Siracusa. El hecho de que Dionisio se asegurara una base en la Sicilia occidental significó los principales acontecimientos de la Segunda Guerra Siciliana fueron ocurridos sobre todo en el este de Sicilia, las ciudades fenicias y élimas controladas sufrieron los estragos de la guerra hasta 368 a. C.